# ولبیت (کانجیژا)
ولبیت (کانجیژا) (به لاتین: Velebit (Kanjiža)}} یک منطقهٔ مسکونی در صربستان است که در North Banat District واقع شده‌است.

## خصوصیات
ولبیت ۳۶۶ نفر جمعیت دارد و ۸۴ متر بالاتر از سطح دریا واقع شده‌است.